# Геостратегія
Геостратегія або географічна стратегія — політична наука, що визначає засоби і методи для досягнення геополітичної мети держави або групи держав-союзників — збереженні і збільшенні могутності держави або союзу держав, а в несприятливих умовах кризи — мінімалізації збитків та відновленні первісного докризового стану.
Геостратегія оперує категоріями соціуму, економіки, політики, національної культури, військової міці та інших стратегічних елементів не тільки держави-замовника або замовника — союзу держав, але також вивчає і враховує стратегічний потенціал інших держав, підрозділяючи їх у загальному вигляді на потенційних союзників, супротивників чи нейтралів, а також завжди враховує стратегічні властивості географічного середовища, в якій геостратегія реалізується. Геостратегія є інструментом національної, а в союзі держав — союзної геополітики. В ієрархії політичних наук займає підлегле становище по відношенню до політики і геополітики. Складовими необхідними і невід'ємними частинами геостратегії є національна стратегія та стратегічна географія.
Геостратегія — сукупність напрямків зовнішньополітичної та зовнішньоекономічної діяльності держави на міжнародній арені. Невід'ємна частина доктрини національної безпеки, що включає технологію поведінки держави для досягнення своїх цілей в геополітичному або геоекономічному просторі. Мистецтво нейтралізації руйнівних (для соціуму) наслідків зовнішнього або внутрішнього виклику (негативної рубіжної енергетики) багатовимірного комунікаційного простору. Геостратегія створює основу для розробки технологій реалізації національних або регіональних пріоритетів, запобігання соціальних та екологічних катастроф, що зароджуються на енергонасичених рубежах (Геомар). У кожному геострате може бути «своя» геополітична, геоекономічна або соціокультурна стратегія. На відміну від стратегії (мистецтва управління сучасного суспільного або політичною боротьбою) виділяється метастратегіями (довгострокова стратегія).
В Україні питаннями геостратегії опікується низка організацій.

## Історичний екскурс
Стратегія як комплекс заходів економічного, торгового, соціального, політичного, ідеологічного, дипломатичного та військового характеру життєдіяльності державного організму племені, союзу племен, князівства, королівства, ханства, султанату, імперії, конституційної монархії, республіки та інших завжди реалізовувалася в географічному просторі і часі .
Вироблення поточної стратегії спиралося на попередній досвід (історія), сучасний стан (політика і стратегічна розвідка) і планування і прогноз.
У теоретичній науковій сфері склалося так, що теорія географії та стратегії розвивалися паралельно для зручності аналізу. У практичній діяльності конкретних історичних осіб, наділених широкими економічними, соціальними, політичними, дипломатичними і військовими повноваженнями, географія і стратегія органічно зливалися і були нерозривні в силу їх природи.
До середини XIX століття в результаті узагальнення і аналізу накопичених знань стратегія і географія цілком оформилися як науково-теоретичні, необхідні для вивчення і подальшого практичного застосування дисципліни. Виділилася військова географія, початковий аналог стратегічної географії вузькоспеціального застосування у військовій справі.
Війна, за визначенням Клаузевіца «як продовження політики іншими засобами» перестала бути імпровізацією талановитих полководців і політичних діячів і вивчення цього явища виявило певні закономірності. Політика, також накопичивши практичний досвід, ставала «наукою», яка підлягає вивченню і навчанню. Кінець XIX і початок XX століття — час широкого теоретичного узагальнення мислителями ряду країн ретроспективи, сучасного їм положення політичної карти світу та ряду вдалих і точних прогнозів історичних і політичних подій. Виразне теоретичне усвідомлення того, що події залежать не тільки від волі, бажання, досвіду і таланту політика, релігійного лідера, дипломата, але і від властивостей географічного середовища, де здійснюється людська діяльність, призвело до поняття «географічної стратегії».

## Видатні діячі в галузі теорії геостратегії
• Джон Арбетнот Фішер — адмірал Королівського Британського військово-морського флоту, найбільший теоретик в області геополітики, геостратегії та стратегічної географії, Британська імперія, кінець XIX — початок XX століть.
• Фрідріх Ратцель (німецьке Friedrich Ratzel) — німецький географ, етнолог і соціолог; засновник антропогеографії, геополітики, а також засновник теорії діффузіонізма, перша половина ХХ століття.
• Олексій Вандам (Олексій Юхимович Едріхін) — російський учений в області геополітики, геостратегії та стратегічної географії, генерал-майор російської армії, військовий розвідник-аналітик, письменник і публіцист, Російська імперія, початок ХХ століття.
• Олександр Бубнов (1883—1963) — російський контр-адмірал, військово-морський теоретик і практик в еміграції, розробляв теорію тактики, стратегії і військово-морської стратегічної географії в першій половині ХХ століття.
• Микола Миколайович Головін (1875—1944) — генерал-лейтенант, професор Миколаївської академії Генерального штабу, російський військовий діяч в еміграції, військовий мислитель і вчений, історик і дослідник військової справи. Теоретичні праці присвячені тактиці і стратегії у військовому мистецтві.
• Борис Шапошніков, Маршал Радянського Союзу, російський радянський військовий і державний діяч, один з творців кадрової РСЧА і її Генерального штабу, військовий теоретик, автор книги «Мозок армії».
• Джордж Маршалл — державний і військовий діяч Сполучених Штатів Америки, ХХ століття.
• Ріхард Зорге, (нім. Richard Sorge) — німецький вчений і журналіст, доктор держави і права, доктор економічних наук, прийняв громадянство СРСР, кадровий розвідник-аналітик Розвідувального управління РСЧА, резидент радянської військової розвідки в Китаї і Японії в роки Другої світової війни, перша половина ХХ століття.
• Збігнєв Бжезінський, (пол. Zbigniew Kazimierz Brzeziński) — американський політолог, соціолог і державний діяч польського походження. Один з провідних ідеологів зовнішньої політики США другої половини ХХ століття. Радник і член правління Центру стратегічних і міжнародних досліджень при університеті Джона Хопкінса. Передбачив крах СРСР і вказав причини і наслідки цього геополітичного процесу.